# Reggina 1914
Associazione Sportiva Reggina 1914 är en italiensk fotbollsklubb från Reggio di Calabria i södra Italien. Klubben bildades 11 januari 1914. Laget spelar just nu i Serie D och har sina hemmamatcher på Stadio Oreste Granillo, som har plats för 27 763 åskådare. 

## Historia
Klubben bildades 11 januari 1914 under namnet Unione Sportiva Reggio Calabria men har haft många namn genom åren (såsom Società Calcistica Reggio, Reggio Foot Ball Club och Società Sportiva La Dominante). Det nuvarande namnet Associazione Sportiva Reggina 1914 har man använt sedan 2023. Klubben kallas populärt Amaranto på grund av sina mörkröda färger.
Historiskt sett har Reggina mest spelat i de lägre divisionerna och debuterade i Serie A så sent som säsongen 1999/2000. Samma säsong nådde laget sitt hittills bästa resultat då man kom på en delad 11:e plats. Totalt har klubben spelat 7 säsonger i Serie A, men varje år har man varit tvungen att kämpa för att undvika nedflyttning.